# Utana Terada
Utana Terada (jap. 寺田 宇多菜 Terada Utana; ur. 10 marca 1999) – japońska judoczka. 
Brązowa medalistka mistrzostw świata w 2025 w drużynie. Druga na mistrzostwach kraju w 2021, 2022 i 2025; drugi w 2020; trzecia w 2021 (open) roku.